# گئورگ برینتروپ
گئورگ برینتروپ (آلمانی: Georg Brintrup؛ زادهٔ ۲۵ اکتبر ۱۹۵۰) کارگردان فیلم، فیلم‌نامه‌نویس، تهیه‌کننده فیلم اهل آلمان است.
از فیلم‌ها یا برنامه‌های تلویزیونی که وی در آن نقش داشته‌است می‌توان به روابط طبقاتی به‌عنوان بازیگر اشاره کرد.